# Ninja Warrior : Le Parcours des héros
 (août 2019).
Si vous disposez d'ouvrages ou d'articles de référence ou si vous connaissez des sites web de qualité traitant du thème abordé ici, merci de compléter l'article en donnant les références utiles à sa vérifiabilité et en les liant à la section « Notes et références ».
 (juillet 2020).
- Si vous ne connaissez pas le sujet, laissez ce bandeau (vous pouvez alors contacter les auteurs).
- Si vous supprimez le contenu mis en cause (vous pouvez préalablement contacter les auteurs),

argumentez précisément cette suppression dans la page de discussion
(un manque de référence n'est pas un argument ; une recherche réelle de référence doit avoir été effectuée, être formellement documentée).
Ninja Warrior : Le Parcours des héros est un jeu télévisé français diffusé depuis le 8 juillet 2016 sur TF1.
Présenté par Christophe Beaugrand, Denis Brogniart et Iris Mittenaere, le format est adapté d'une émission japonaise, Sasuke, créée en 1997 et reprise dans de nombreux pays.

## Principe
Ninja Warrior est un parcours d'obstacles, situé au-dessus de piscines. Le but est de franchir tous les obstacles sans tomber dans l'eau, afin d'enclencher un buzzer situé au bout du parcours, et si possible en un minimum de temps. Contrairement à un jeu du même type comme Wipeout, toute erreur est éliminatoire, et sauf exception, il est impossible de recommencer un obstacle. Les candidats n'ont donc, dans les faits, qu'un seul essai pour réussir le parcours,.
Pour se qualifier pour la phase suivante, il faut terminer le parcours en un minimum de temps. Au cas où trop peu de candidats ont pu atteindre le buzzer, les candidats sont repêchés par rapport au dernier obstacle franchi, puis au temps.
Pour accéder à la dernière épreuve, la Tour des Héros, il faut impérativement terminer le parcours final, ce qui fait qu'il peut n'y avoir aucun vainqueur sur une saison si personne ne termine ce parcours,,.

## Histoire
L'émission arrive sur TF1 le vendredi 8 juillet 2016. Elle est présentée par Christophe Beaugrand, pour sa bonne humeur et son côté humoristique ainsi que par Denis Brogniart, pour son côté technique et sportif. Ils sont accompagnés par Sandrine Quétier en saison 1 et 2, puis par Iris Mittenaere de la saison 3 à la 8bis, puis remplacée par Anaïs Grangerac à partir de la saison 9, qui sont aux côtés des candidats et de leurs proches.
Habituellement, Ninja Warrior est diffusé en plein été, sauf pour la troisième saison, décalée en septembre/octobre 2018. La cinquième saison est également décalée, en raison du confinement dû à la pandémie de Covid-19, elle est diffusée en janvier 2021.
Le plateau de Ninja Warrior est monté sur l'esplanade Pantiero à Cannes.

### Présentation
- Denis Brogniart, depuis la saison 1
- Christophe Beaugrand, depuis la saison 1
- Sandrine Quétier, saisons 1 et 2
- Iris Mittenaere, saisons 3 à 8bis
- Anaïs Grangerac, à partir de la saison 9

## Saisons

### Saison 1 (2016)
Le tournage s'est déroulé du 10 au 15 avril 2016. Le programme est diffusé du 8 juillet au 12 août 2016.
Cette première saison voit la participation des frères Bassa et Mickael Mawem, grimpeurs.
TF1 décide de ne pas diffuser l'épisode prévu pour le 15 juillet 2016 à la suite de l'attentat du 14 juillet 2016 à Nice. Il est remplacé par Nos chers voisins.

### Saison 2 (2017)
Cette deuxième saison est diffusée du 23 juin au 21 juillet 2017.
Cette deuxième saison voit la participation de Chloé Henry, athlète belge, spécialiste du saut à la perche et gymnaste artistique.

### Saison 3 (2018)
La diffusion débute le 31 août 2018 et se termine le 5 octobre 2018. Cette saison est la première sans Sandrine Quétier qui a quitté TF1 le 31 décembre 2017, pour réaliser un projet théâtral, elle est remplacée par Iris Mittenaere. 
Cette troisième saison voit la participation du vidéaste web russe IbraTV et du coureur cycliste français Thomas Voeckler.

### Saison 4 (2019)
Malgré les faibles audiences de la saison 3, TF1 commande une quatrième saison. Cette saison est diffusée du 5 juillet au 2 août 2019. Pour la première fois en trois ans, il y a eu un vainqueur de Ninja Warrior : Jean Tezenas du Montcel remporte cette quatrième saison face à Nicolas Cerquant. Cette quatrième saison voit la participation de Kévin Menaldo, un athlète français spécialiste du saut à la perche.

### Saison 5 (2021)
Malgré les audiences en baisse de la saison 4, TF1 commande une cinquième saison[réf. souhaitée].
À la suite de la propagation du coronavirus en France, le tournage de la 5e saison prévu en avril est annulé. La saison devait comporter 6 épisodes plus 1 épisode bonus. Finalement cette saison comporte cinq épisodes. Le tournage de la 5e saison s'est déroulé du 15 septembre au 21 septembre 2020.

### Saison 6 (2022)
Le tournage se déroule du 27 mai 2021 au 2 juin 2021 à Cannes.
La 6e saison est diffusée sur TF1 à partir du 7 janvier 2022. Clément Gravier remporte cette 6e saison de Ninja Warrior avec un temps de 25 secondes et 16 centièmes, ce qui lui permet de battre le record de Jean Tezenas du Montcel établi lors de la quatrième saison. Lors de l'enregistrement de la finale, le temps que Clément Gravier a réalisé sur l'épreuve de la corde était le record mondial sur toutes les versions de Ninja Warrior dans le monde. Mais ce record est battu en décembre 2021 par un candidat de la version allemande (de) de Ninja Warrior avec un temps de 22 secondes.
En grimpant en 1re position, Iliann Cherif réussit également la montée à la corde et bat le record précédent établi par Jean Tezenas du Montcel mais son temps est battu par la suite par Clément Gravier.

### Saison 7 (2023)
Malgré des audiences en baisse lors de la saison 6, TF1 commande une septième saison. Le tournage a eu lieu entre le mardi 29 mars 2022 et le lundi 4 avril 2022 à Cannes. Cette saison est diffusée à partir du 7 janvier 2023.
Aucun candidat n'a réussi à battre le record établi la saison précédente parmi les cinq de cette saison ayant réussi à gravir la Tour des Héros. Après quatre finales disputées les saisons précédentes, Charles Poujade ressort vainqueur de la saison 7 en terminant le parcours avec un temps de 27 s 67. Il repart avec le trophée et un chèque de 10 000 €. Maurane Jelic, meilleure femme de cette saison qui s'est arrêtée à la troisième partie de la finale nommée le Mur des titans, remporte également 10 000 €,,.

### Saison 8 (2023)
Pour la première fois depuis la saison 4, Ninja Warrior revient l'été. Cette saison, à laquelle est ajouté Face aux légendes au titre, est tournée du 29 mars au 4 avril 2023,, et est diffusée à partir du 7 juillet 2023. Nommée Ninja Warrior : face aux légendes, les épreuves de cette saison se déroulent en duel d'abord entre nouveaux venus puis contre un candidat ayant déjà participé aux saisons précédentes. Autre nouveauté, une épreuve subaquatique est ajoutée en fin de parcours.
Matthias Noirel gagne cette saison 8 en battant le précédent record de Clément Gravier et en grimpant la tour des héros en 23 s 02. Il gagne donc les 60 000 € promis au vainqueur.

### Saison 8bis (Le Choc Des Nations) (2024)
Tournée à Cannes en avril 2023, la France accueille la coupe du monde de Ninja Warrior. Cette saison, à laquelle est ajouté Le Choc des nations au titre, accueille les cinq meilleures nations : le Japon, l'Allemagne, le Royaume Uni, les États Unis et la France. Chaque pays emmène une équipe de cinq personnes (4 hommes et 1 femme) pour remporter la compétion au nom de son pays. Le premier épisode est prévu le vendredi 12 juillet à 21h10 et le deuxième le vendredi 19 juillet à la même heure.

### Saison 9 (2025)
La saison 9 de Ninja Warrior est en tournage à Cannes sur l'esplanade Pantiero du 26 mars 2025 au 31 mars 2025. Denis Brogniart et Christophe Beaugrand animent toujours cette saison et sont rejoints cette année par Anaïs Grangerac qui va la coanimer à la suite de l'impossibilité pour Iris Mittenaere de se rendre à Cannes en raison d'un agenda trop chargé,.

## Audiences
Malgré des audiences faibles sur l'ensemble du public, Ninja Warrior réalise de bons scores sur cible. Les cinq premiers numéros de la saison 7 ont rassemblé 25,3 % de part d'audience sur la cible des femmes responsables des achats de moins de cinquante ans. Le programme fonctionne également sur le jeune public. Une production en interne par TF1 Production, des obstacles partagés avec différents pays ayant adapté le format ou encore le lieu de tournage à Cannes mis à disposition gratuitement par la municipalité permettent à TF1 d'avoir un budget contenu et de renouveler le jeu.
| Saison | Horaire de diffusion | Audience lancement | Audience lancement | Audience de la finale | Audience de la finale | Audience moyenne | Audience moyenne |
| Saison | Horaire de diffusion | Audience           | PDM                | Audience              | PDM                   | Audience         | PDM              |
| ------ | -------------------- | ------------------ | ------------------ | --------------------- | --------------------- | ---------------- | ---------------- |
| 1      | Vendredi 21 h        | 5 020 000          | 26 %               | 2 972 000             | 16,3 %                | 3 894 000        | 21 %             |
| 2      | Vendredi 21 h        | 4 744 000          | 25,6 %             | 4 704 000             | 27,4 %                | 4 381 000        | 24,8 %           |
| 3      | Vendredi 21 h        | 3 902 000          | 21,4 %             | 3 446 000             | 17,8 %                | 3 375 000        | 18,3 %           |
| 4      | Vendredi 21 h        | 3 457 000          | 21,8 %             | 3 138 000             | 20,2 %                | 3 126 000        | 20,1 %           |
| 5      | Samedi 21 h 5        | 4 396 000          | 18,2 %             | 4 068 000             | 18,9 %                | 3 995 000        | 17,3 %           |
| 6      | Vendredi 21 h 10     | 3 358 000          | 16,1 %             | 2 474 000             | 12,1 %                | 3 039 000        | 14,9 %           |
| 7      | Samedi 21 h 10       | 2 560 000          | 14,4 %             | 2 169 000             | 13,2 %                | 2 256 000        | 13,4 %           |
| 8      | Vendredi 21 h 10     | 2 252 000          | 18,7 %             | 2 141 000             | 14,4 %                | 2 190 000        | 16,5 %           |
| 8bis   | Vendredi 21 h 10     | 2 502 000          | 14,5 %             | 2 194 000             | 14,6 %                |                  |                  |
| 9      | Vendredi 21 h 10     |                    |                    |                       |                       |                  |                  |